# Nébing
Nébing là một xã trong vùng Grand Est, thuộc tỉnh Moselle, quận Château-Salins, tổng Albestroff. Tọa độ địa lý của xã là 48° 54' vĩ độ bắc, 06° 48' kinh độ đông. Nébing nằm trên độ cao trung bình là 235 mét trên mực nước biển, có điểm thấp nhất là 227 mét và điểm cao nhất là 296 mét. Xã có diện tích 7,36 km², dân số vào thời điểm 2004 là 366 người; mật độ dân số là 49,5 người/km². Nébing nằm khoảng 5 km về phía tây nam của Albestroff.

## Thông tin nhân khẩu
| 1962 | 1968 | 1975 | 1982 | 1990 | 1999 |
| ---- | ---- | ---- | ---- | ---- | ---- |
| 381  | 426  | 417  | 404  | 354  | 369  |